# 凌志GS

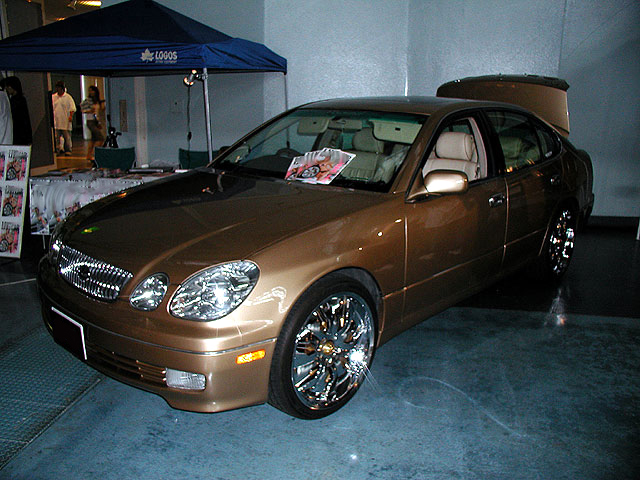
S160車型（第二代）的香檳金官方塗裝

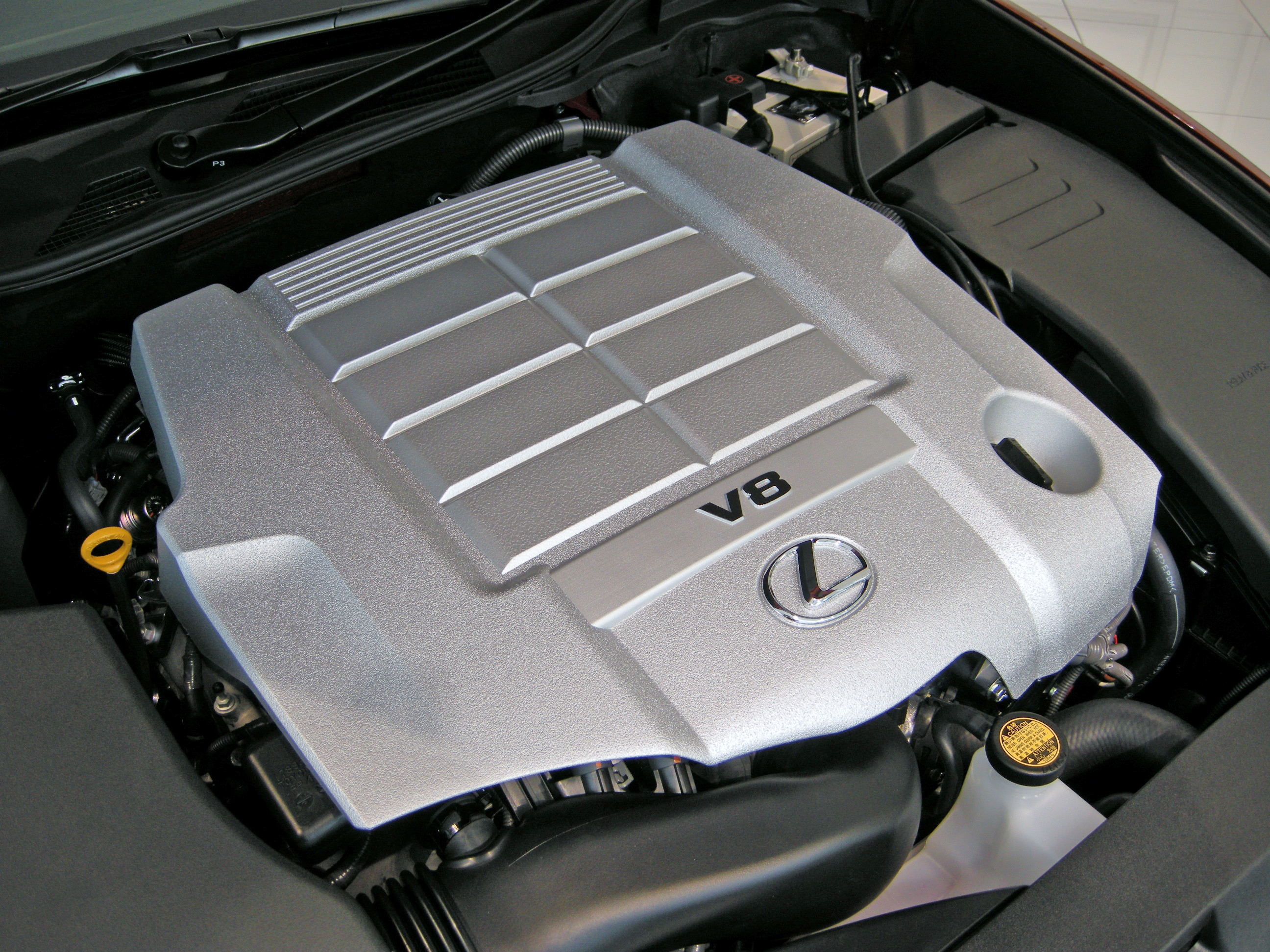
4.6L V8引擎（代号1UR-FE）

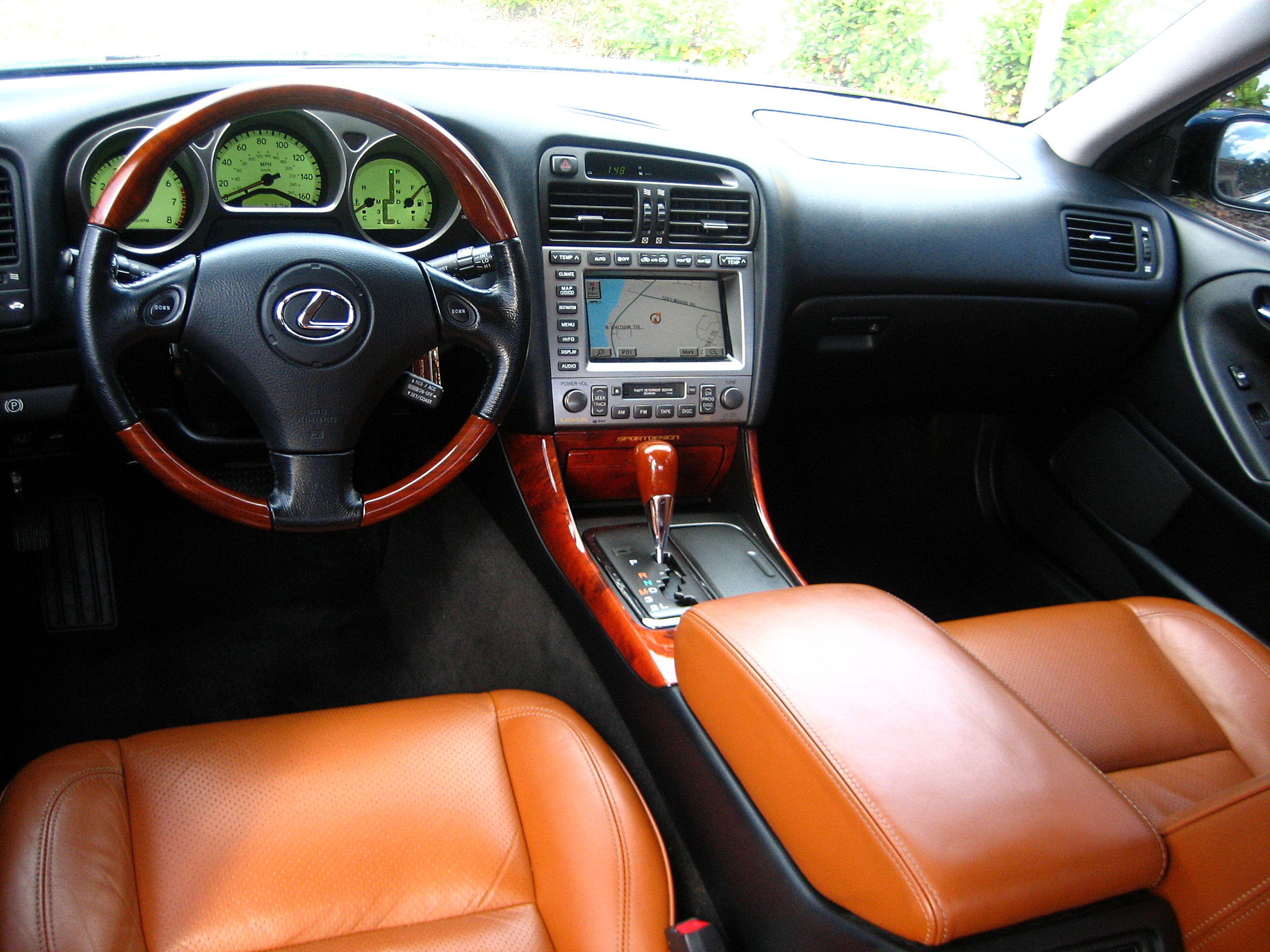
第二代车型（代号S160）的内饰

凌志GS（Lexus GS）是豐田旗下的高級品牌凌志的中型豪華房車系列。1991年-2020年間生產並發行，以填補IS和LS之間的市場，也是凌志拓展轎跑車市場的車型，GS共推出到四代。全系基于豐田皇冠而來，於1993年开始進攻美國歐洲市場，1997年的第二代车型开始使用專屬設計的底盤，首度面向海外市场推出V8引擎车型。
2005年第三代GS推出，这是在L-Finesee理念下设计的第一款GS，可選擇V6引擎、V8引擎，也可選油電混合型。第三代GS在潔淨能源車型上達到了當時量產車的領先地位。
2011年的第四代GS在外型上首度正式採用新一代的Lexus家族式紡錘式水箱護罩（Spindle Grille），混合動力版更將引擎換成豐田油電混合系統使用的Atkinson式循環引擎，燃油效率更勝上一代，GS 300H、GS450H皆可选F-Sport配件，GS-F型号於2015年首度亮相。
該車在1991年-2005年間在日本市場以豐田Aristo的名稱發售，此外，豐田汽车前任社長奥田碩的座驾也為Aristo。
2020年，豐田停產GS系列，歐洲市場由前驅的ES間接取代。

## 外銷量
| 外銷底盤編號         | 型號            | 年份   | 美國總銷量 |
| -------------------- | --------------- | ------ | ---------- |
| JZS160/UZS160        |                 |        |            |
| GS 300/430           | 2001            | 24,461 |            |
| GS 300/430           | 2002            | 17,246 |            |
| GS 300/430           | 2003            | 13,306 |            |
| GS 300/430           | 2004            | 8,262  |            |
| GS 300/430           | 2005            | 33,457 |            |
| GRS190/UZS190        | GS 300/430      | 2006   | 27,390     |
| GRS191/UZS190/GWS191 | GS 350/430/450h | 2007   | 23,381     |
| GRS191/URS191/GWS191 | GS 350/460/450h | 2008   | 15,759     |

## GS系列得獎
- J.D. Power and Associates 最佳中型豪華房車獎 2002, 2003, 2004, 2005 四年連任.[1][2]
- 美國汽車協會AAA 第三代GS 300 得2005年度最佳車款.[3]
- 消費報導 GS 得2005高級房車最佳可靠度第一名.[4]
- GS 450h Lexus 油電混合 系統獲頒年度Paul Pietsch Prize 2007先進技術獎, 由技術雜誌Auto Motor Und Sport 雜誌總編選出.[5]
- Lexus GS 450h 得2007德國世界設計論壇 IF產品設計獎.[6]
- 德國汽車雜誌Auto Bild 選出GS 450h 為 "Auto 1" 2007年度最佳車款.[7]
- 聰明消費雜誌 GS 為2003-2004 最佳推薦車.[8] 2005年GS獲頒最有價值新車.
- GS系列獲頒J.D. Power and Associates 2001年最關注車輛.[9]
- 第一代GS獲頒J.D. Power and Associates 1994最佳品質提名.
- Kelley藍皮書雜誌選出GS為1998, 1999, 2000, 2001四年份最佳價值獎.[10]
- 第二代GS為Motor Trend選出1998年度重要車輛.
- Car and Driver 雜誌頒給第二代GS 1998, 1999,2000 三年 最值得購買汽車前10名.

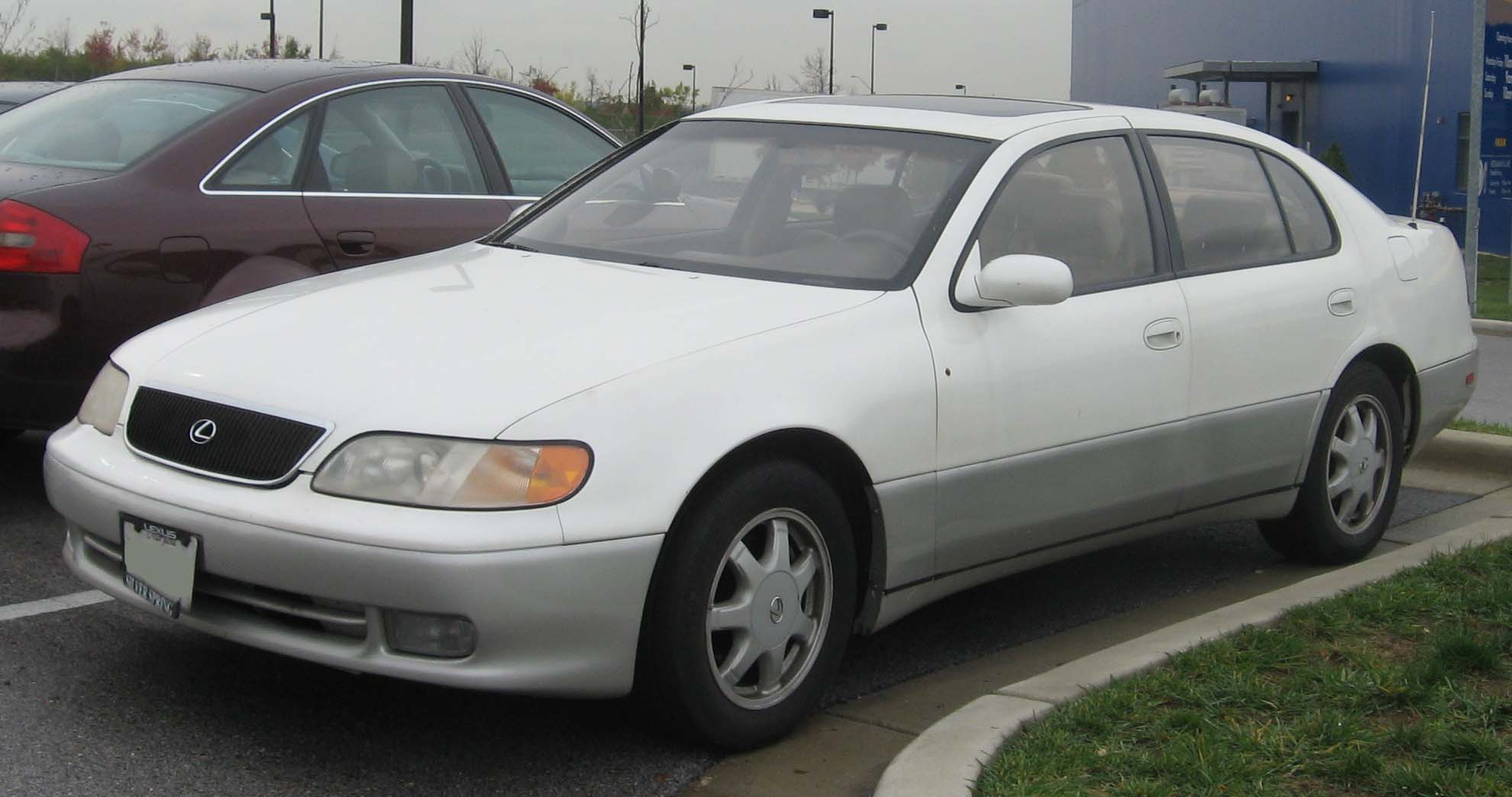
1996年份GS300
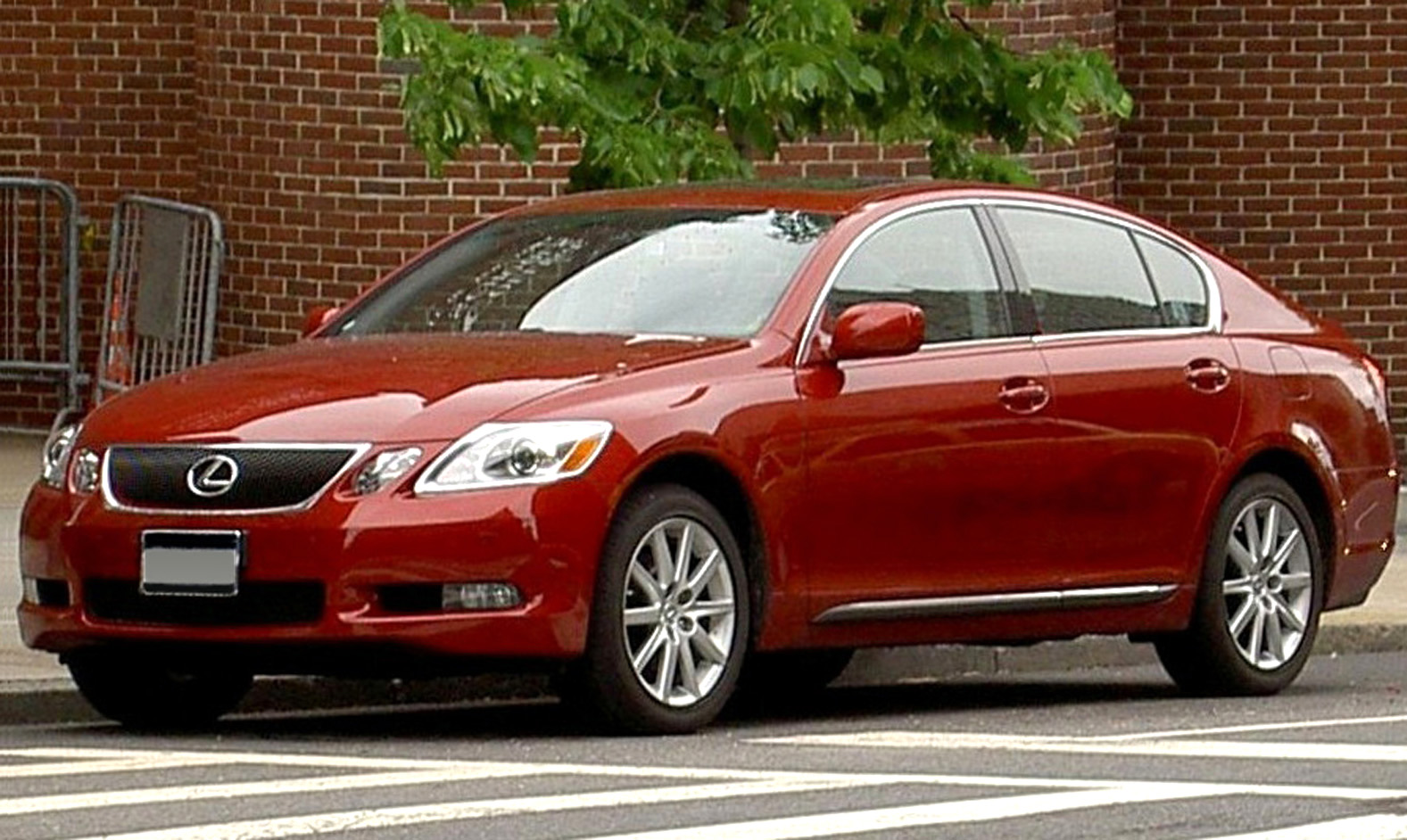
2006年份GS300
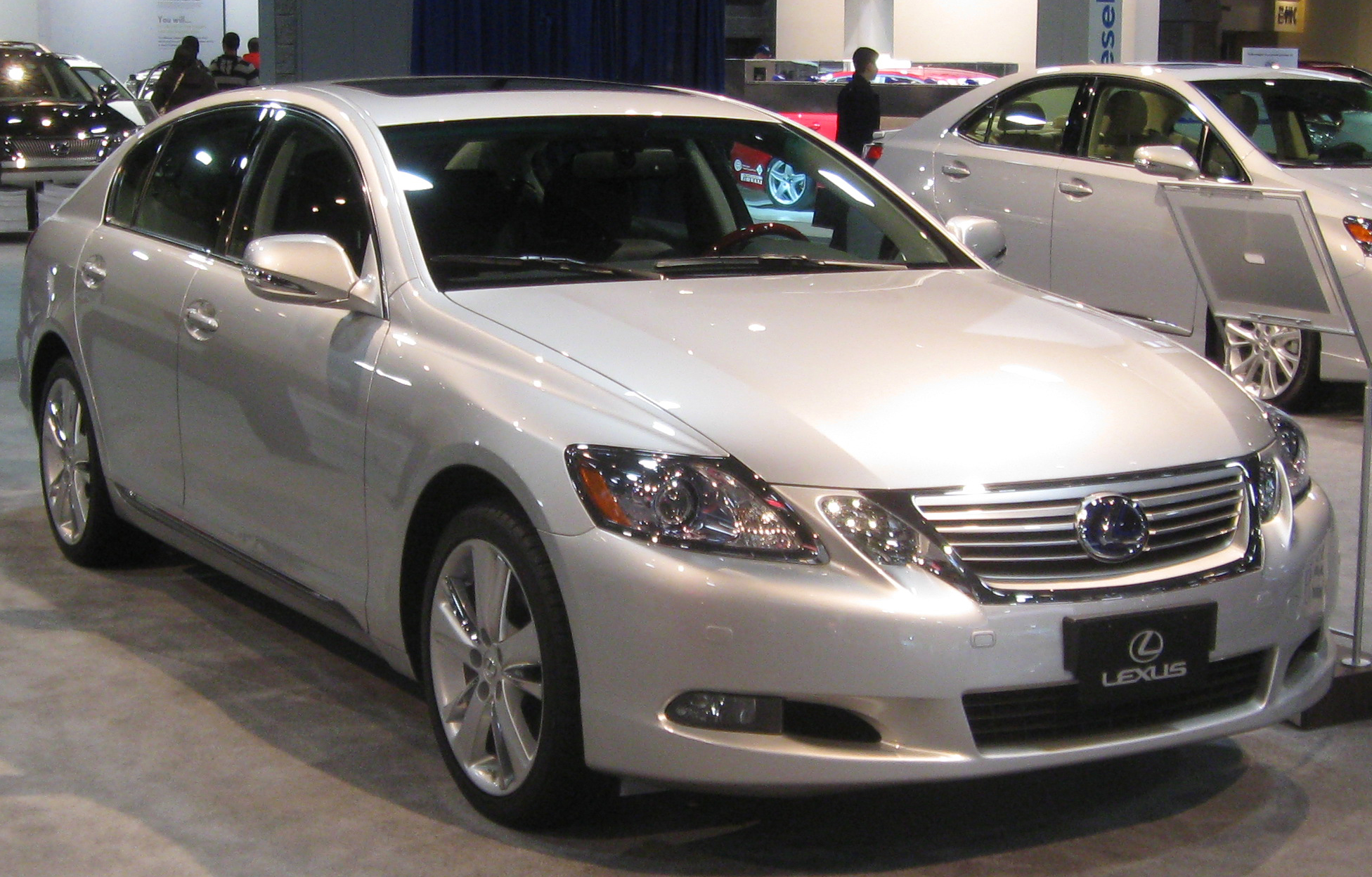
2007年款凌志GS 450h
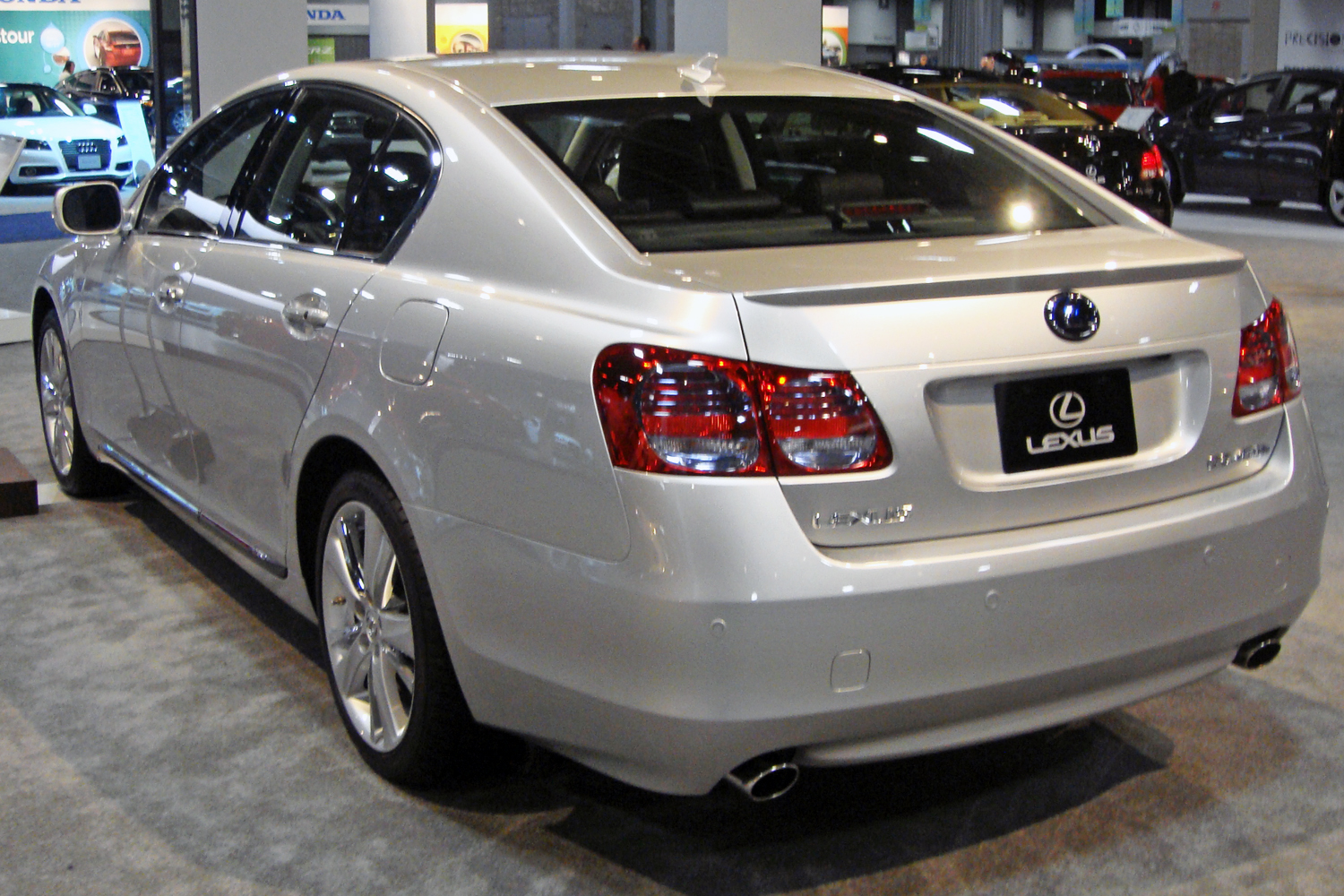
2010年款凌志GS 450h